# Vardules

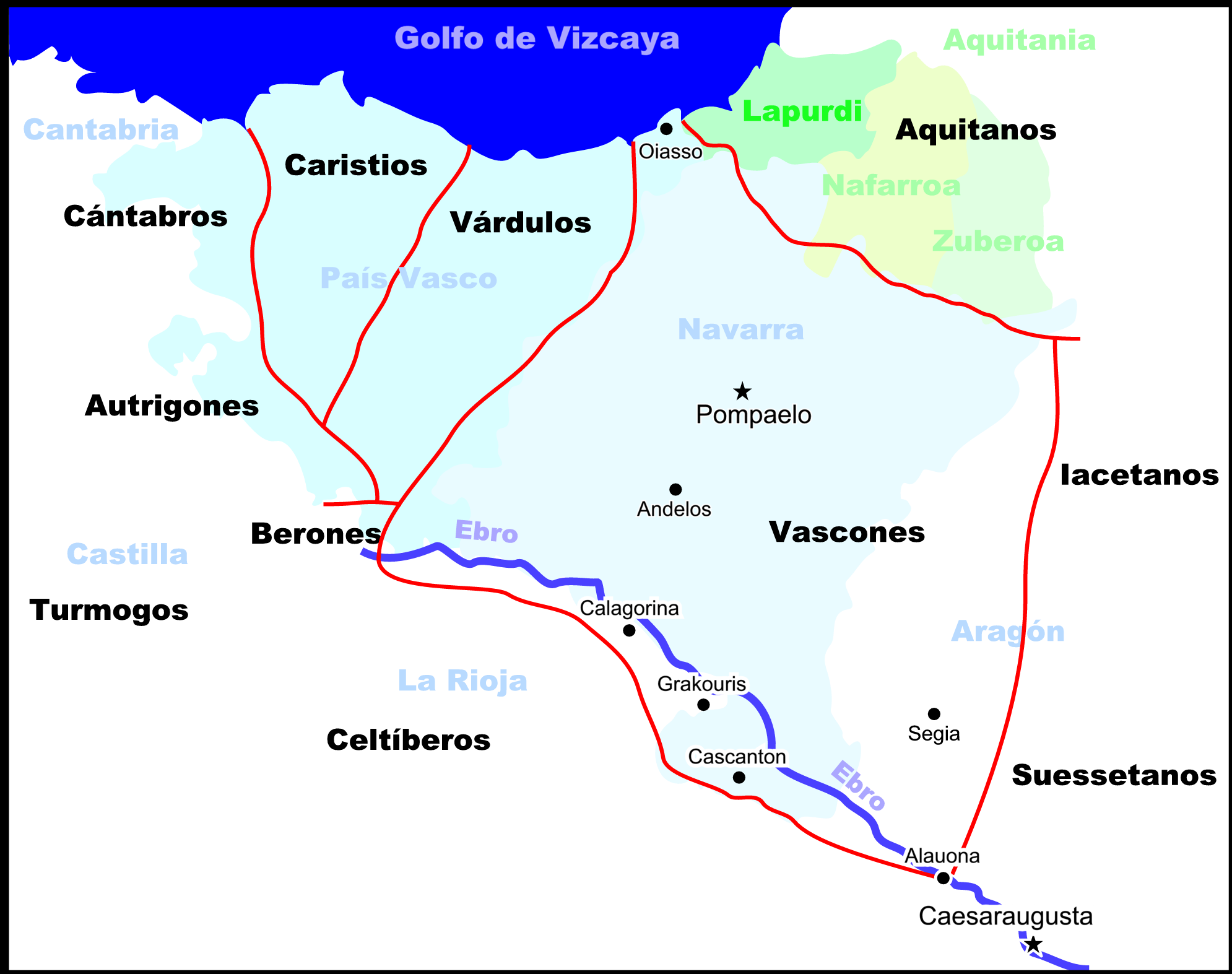
Le territoire des vardules selon Ptolémée

Les Vardules ou Várdulos en espagnol, étaient une tribu pré-romaine, dans la Communauté autonome basque actuelle, au nord de la péninsule Ibérienne de l'Espagne. 

Ils sont mentionnés par Strabon qui les appelle Bardyétai et les situait sur la côte basque, Pomponius Mela et Pline les situaient entre les Cantabres et les Vascons.
Pline écrivit que Portus Ammanus (la Flaviobriga romaine, ce qui est l'actuelle Castro-Urdiales, est dérivé de Castrum Vardulies) était une de ses villes. Quant à Ptolémée, il les situa dans l'actuel Guipuscoa. Cette divergence peut être due à différentes causes, comme des mouvements migratoires forcés par les guerres cantabraises. Il s'agit aussi de zones de passage entre les territoires tribaux, qui ont subi diverses modifications par manque de stabilité.
D'autres considérations ont été effectuées par Julio Caro Baroja qui indiquait que la dénomination várdulo n'a pas origine basque, bien que quelques références de Pline fassent penser le contraire car pour ce dernier les Vardules ont pu utiliser une langue proto-basque.
Son territoire était limité avec celui des Caristes et celui des Vascons. On étudie pour savoir s'ils étaient apparentés aux Cantabres, aux Celtes ou aux Vascons. 

Il a été spéculé une possible expansion vascone, occupant l'actuel Pays basque, entre le VIe et le VIIIe siècle. Cela a  provoqué des migrations de ce peuple vers ce qu'on appellera Bardulia (identifiée par certains, sans fondement, avec la "Castille nucléaire" suivant des documents du Haut Moyen Âge).